# Atlantvind
Atlantvind är en essäsamling av Artur Lundkvist utgiven 1932 av Bonniers förlag i serien Frontens bibliotek.
Essäerna behandlar främst nordamerikansk litteratur med författare som Carl Sandburg, Sherwood Anderson, John Dos Passos och Eugene O'Neill men innehåller även avdelningarna Filmen: den nya konstformen och Svensk modernism. 
Lundkvist hade egentligen tänkt sig Dynamisk modernism som titel på boken men valde den mer neutrala titeln Atlantvind "för att icke ge denna volym en alltför avskräckande karaktär av programbok" som han skriver i förordet. 